# Palatul Soarelui din Brașov
Palatul Soarelui a fost construit în anul 1901 la intersecția Bulevardului Rudolf (azi Bulevardul Eroilor) cu Strada Vămii (azi strada Mureșenilor), pe locul fostei Porți a Vămii de la intrarea în Cetate dinspre Brașovechi, fiind unul din cele trei „palate” ridicate de frații Czell pe actuala Stradă a Mureșenilor.

## Istoric
Poarta Vămii cea veche includea un bastion de formă cilindrică profilat în afara zidurilor cetații și era prevăzută cu un pod mobil cu lanțuri. Afectată puternic în urma cutremurului din 1738, aceasta a fost demolată total in anul 1836, iar în 1838 a fost construită o nouă poartă cu dimensiuni mai reduse față de poarta veche, asemănătoare cu Poarta Șchei. În anul 1891, când au fost puse șinele pentru tramvaiul cu aburi, Poarta Vămii a fost dărâmată pentru că locomotiva cu aburi nu putea trece pe sub ea.

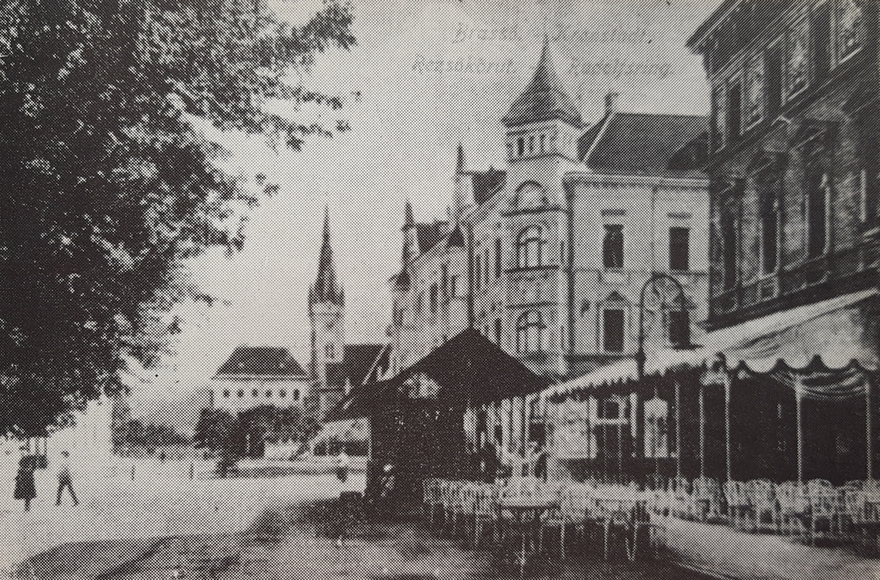
Bulevardul Rudolf cu Palatul Soarelui (1910)

Pe locul rămas liber după demolarea porții Vămii, au fost construite două clădiri impunătoare: Palatul Oficiului de Pensii proiectat de arhitectul Peter Bartesch în stil neorenascentist, pe o parte a străzii Vămii și Palatul Soarelui (Palatul Czell), pe cealată parte a străzii.
Industriașii sași Wilhelm și Friedrich Czell erau unii dintre cei mai bogați brașoveni ai timpului. Ei dețineau mai multe fabrici de bere, iar la Brașov înființaseră în 1892 fabrica de malț și bere de la Dârste și o alta în Brașovechi, pe strada Lungă.
Pe lângă afacerile cu fabricile de bere, ei și-au investit banii în clădiri impozante, lăsînd astfel Brașovului trei monumente arhitecturale. Wilhelm Czell este cel care a construit Palatul Soarelui, al doilea din cele trei palate ridicate în Cetate.
Clădirea avea două etaje, turnuri și basoreliefuri cu îngeri și sori, de unde și denumirea de „Palatul Soarelui”.
De la început, palatele nu au fost construite ca rezidență pentru o singură familie, ci ca investiții imobiliare, apartamentele fiind închiriate firmelor comerciale sau unor persoane înstărite. Chiar și în cazul acestor „palate” ale elitei economice a orașului, deși exterioarele sunt bogat decorate, interioarele au rămas sobre.
La parterul clădirii s-a aflat pentru o lungă perioadă un local căutat: „Ursu”. Acesta era un restaurant elegant, care avea și o braserie. Braseria deschidea de la 5-6 dimineața pentru cheflii care veneau pentru a se drege cu ciorbă de potroace. Alte specialități ale casei erau ciorba de burtă și celebra „tuzlama regală”: bucăți fragede de burtă în sos cu smântână și usturoi.
Fratele lui Wilhelm, Friedrich Czell, a construit de asemenea un palat la celălalt capăt al străzii Vămii, în Piața Sfatului, pe locul unde acesta avea deja trei case. După ce le-a demolat, a ridicat acolo un palat impresionant, cu balconașe sculptate și basoreliefuri cu figuri umane.
Clădirea cu fațadă de culoare roz adăpostește astăzi sediul din Brașov al Băncii Naționale a României și este declarată monument istoric (cod LMI BV-II-m-B-20906).

## Galerie imagini

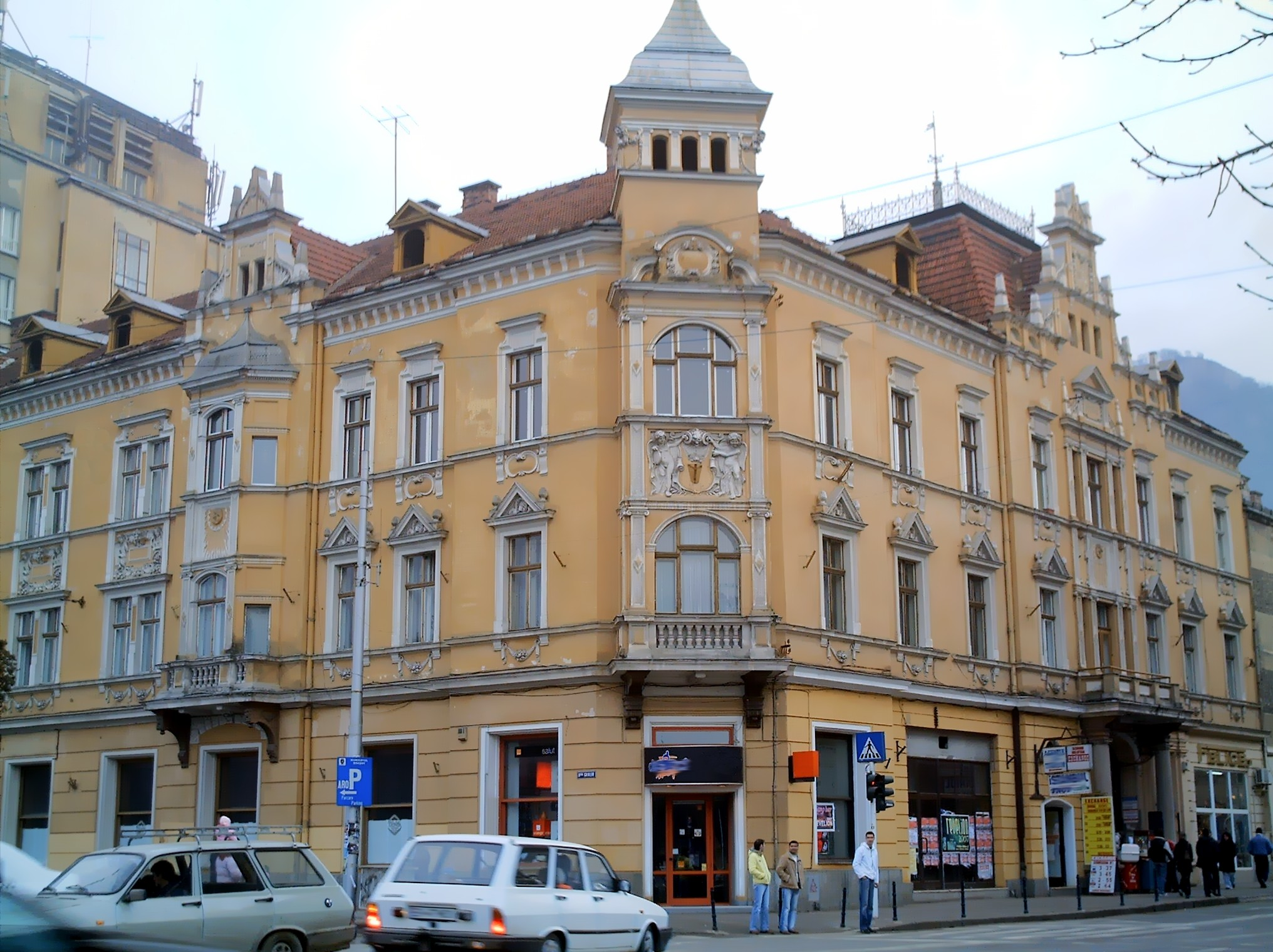
Palatul Soarelui
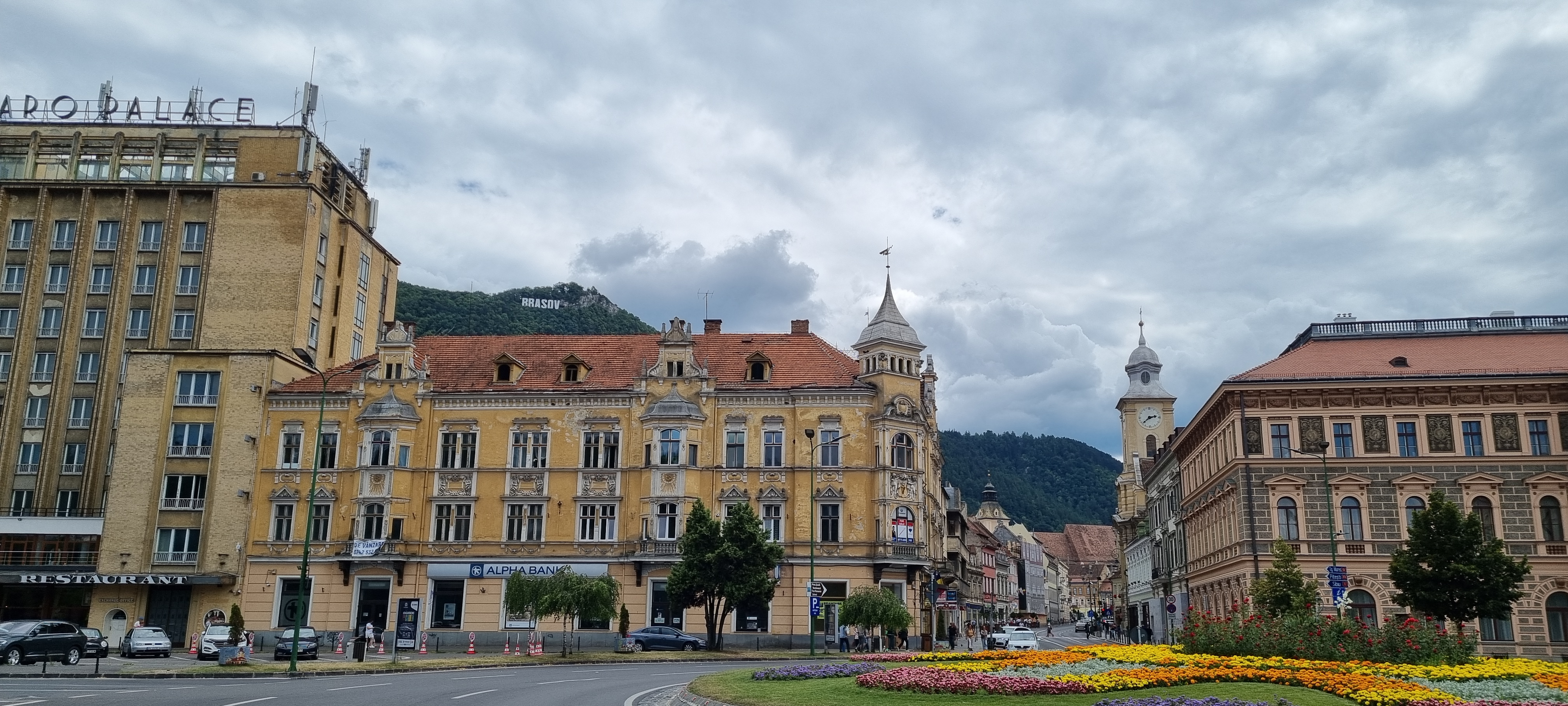
Palatul Soarelui între Aro Palace și Rectorat
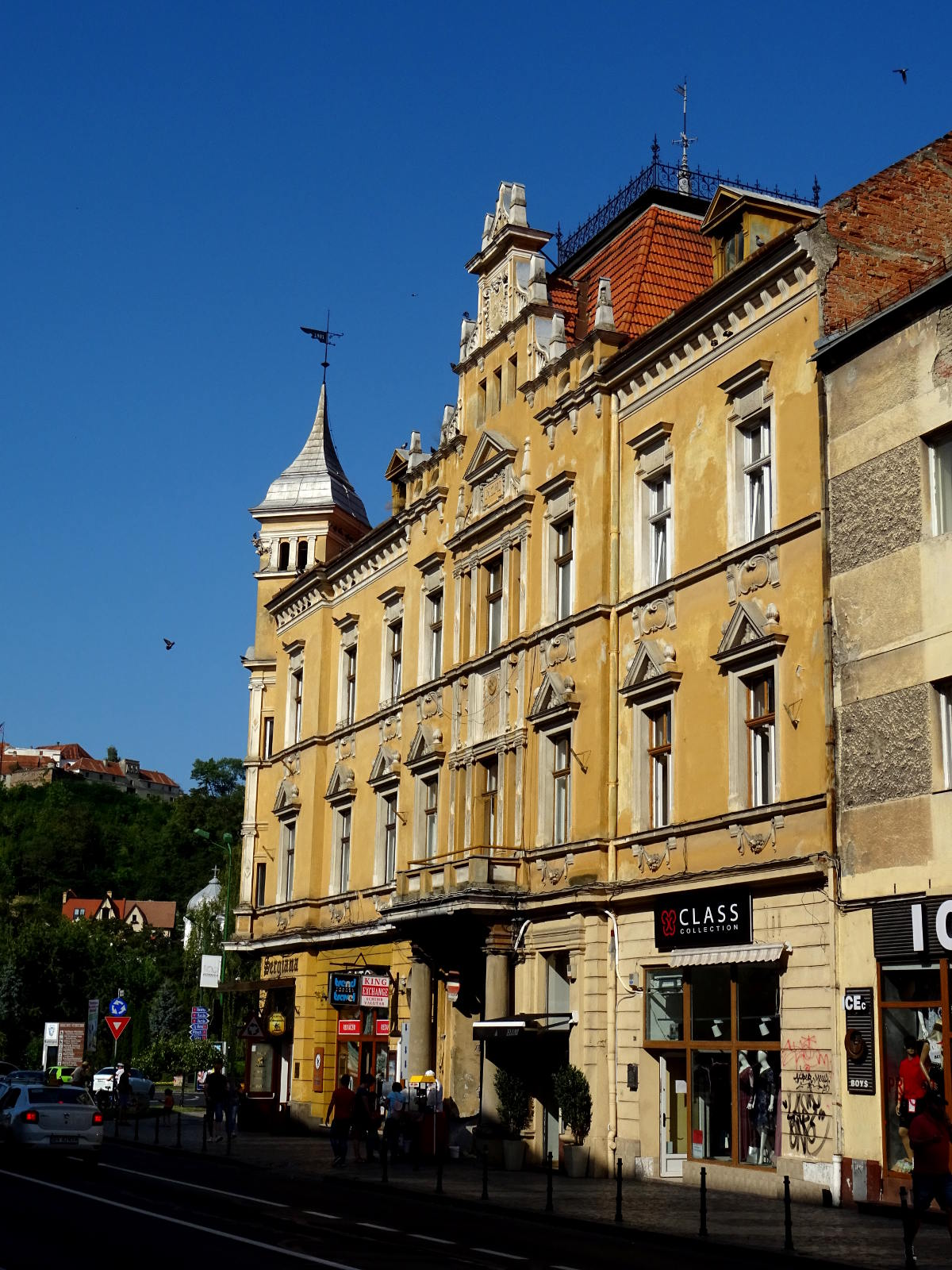
Palatul Soarelui - vedere din strada Mureșenilor
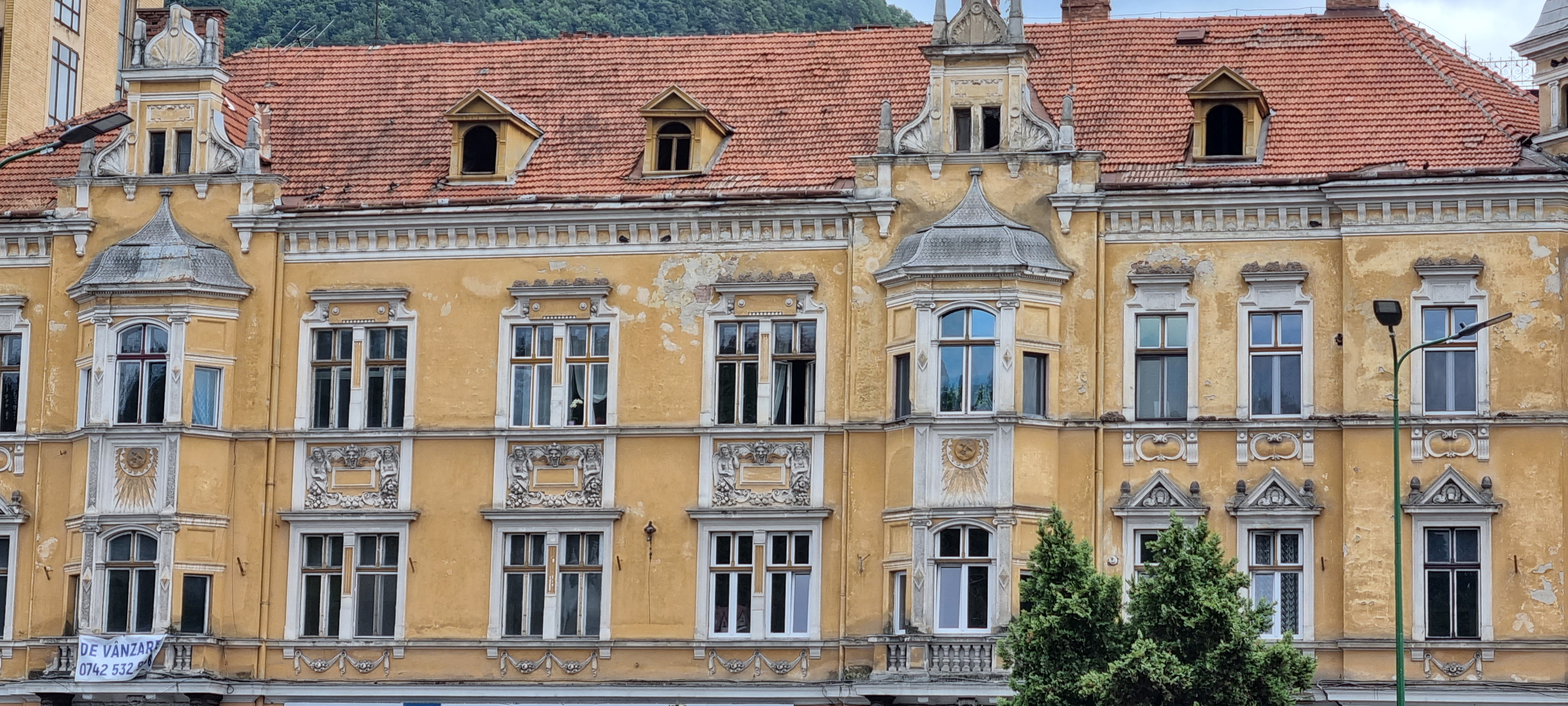
Palatul Soarelui latura de nord
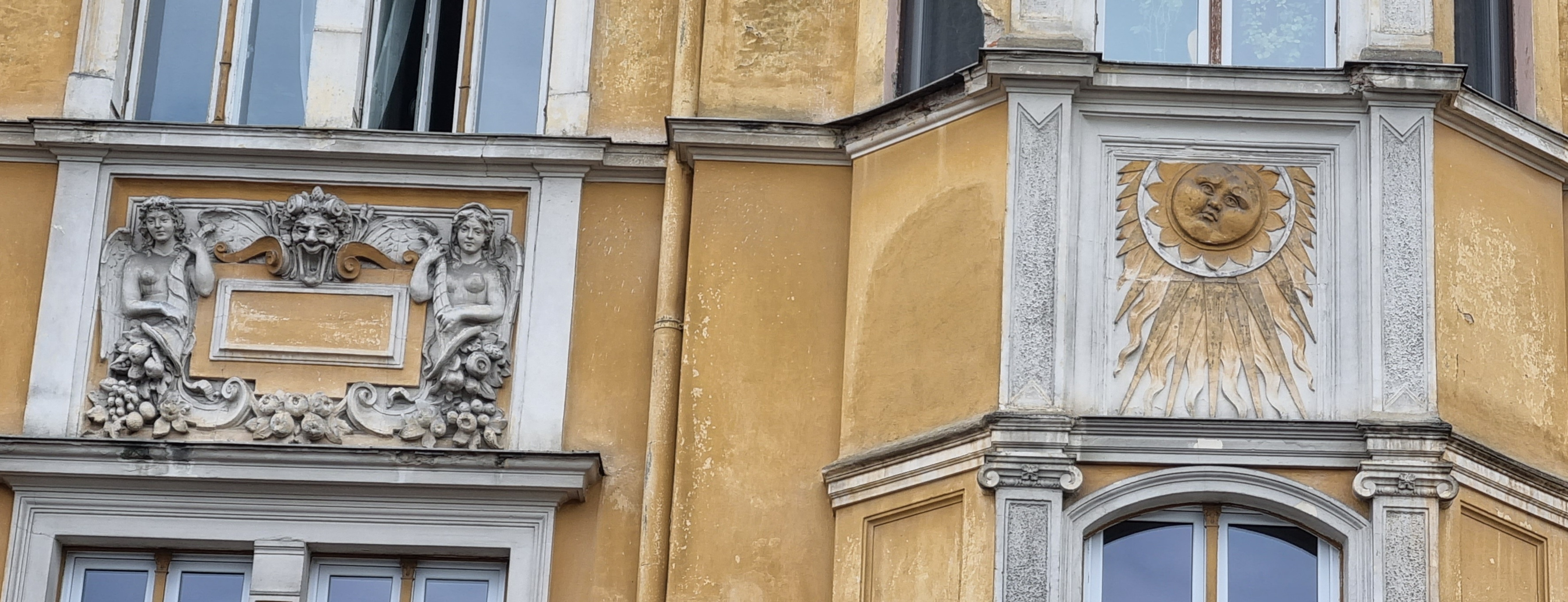
Palatul Soarelui (detaliu)
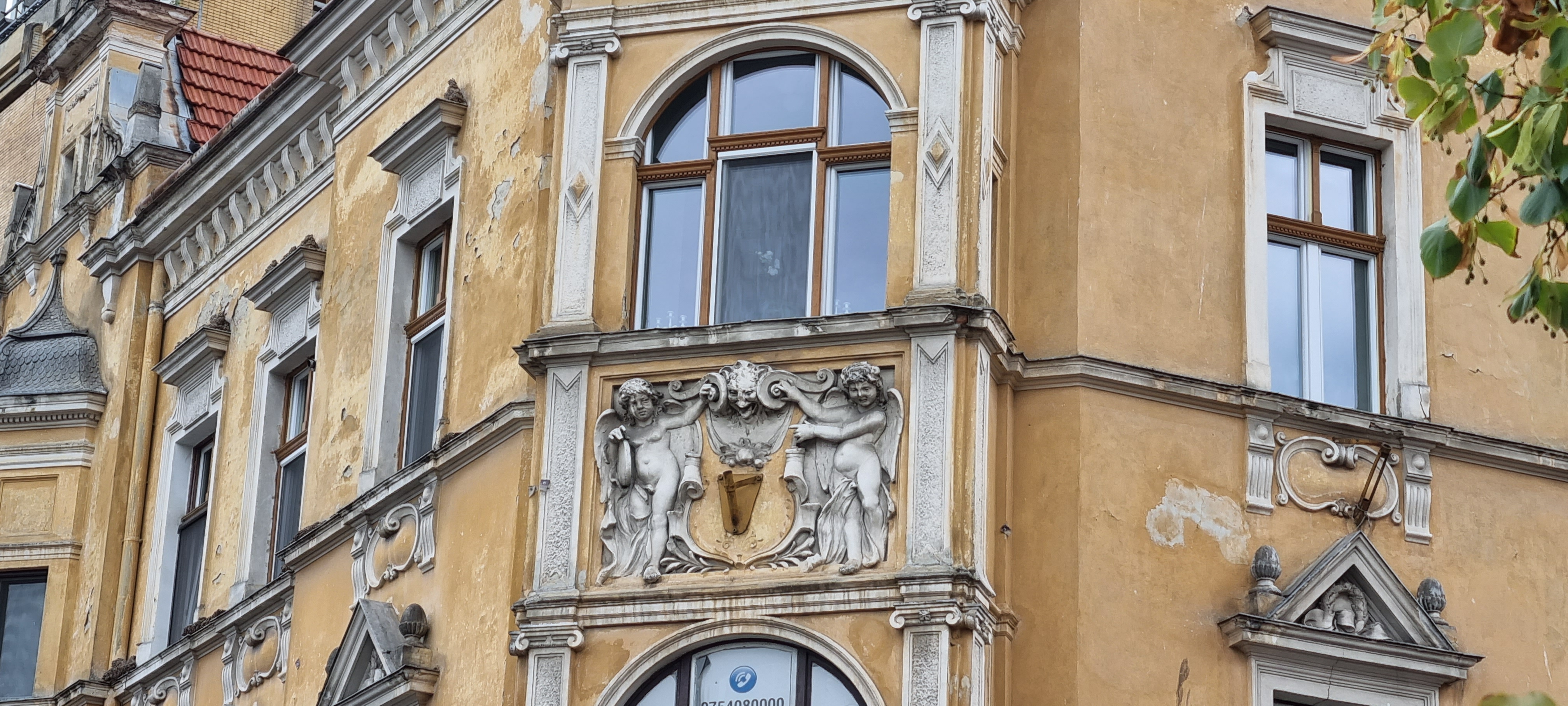
Palatul Soarelui (detaliu)
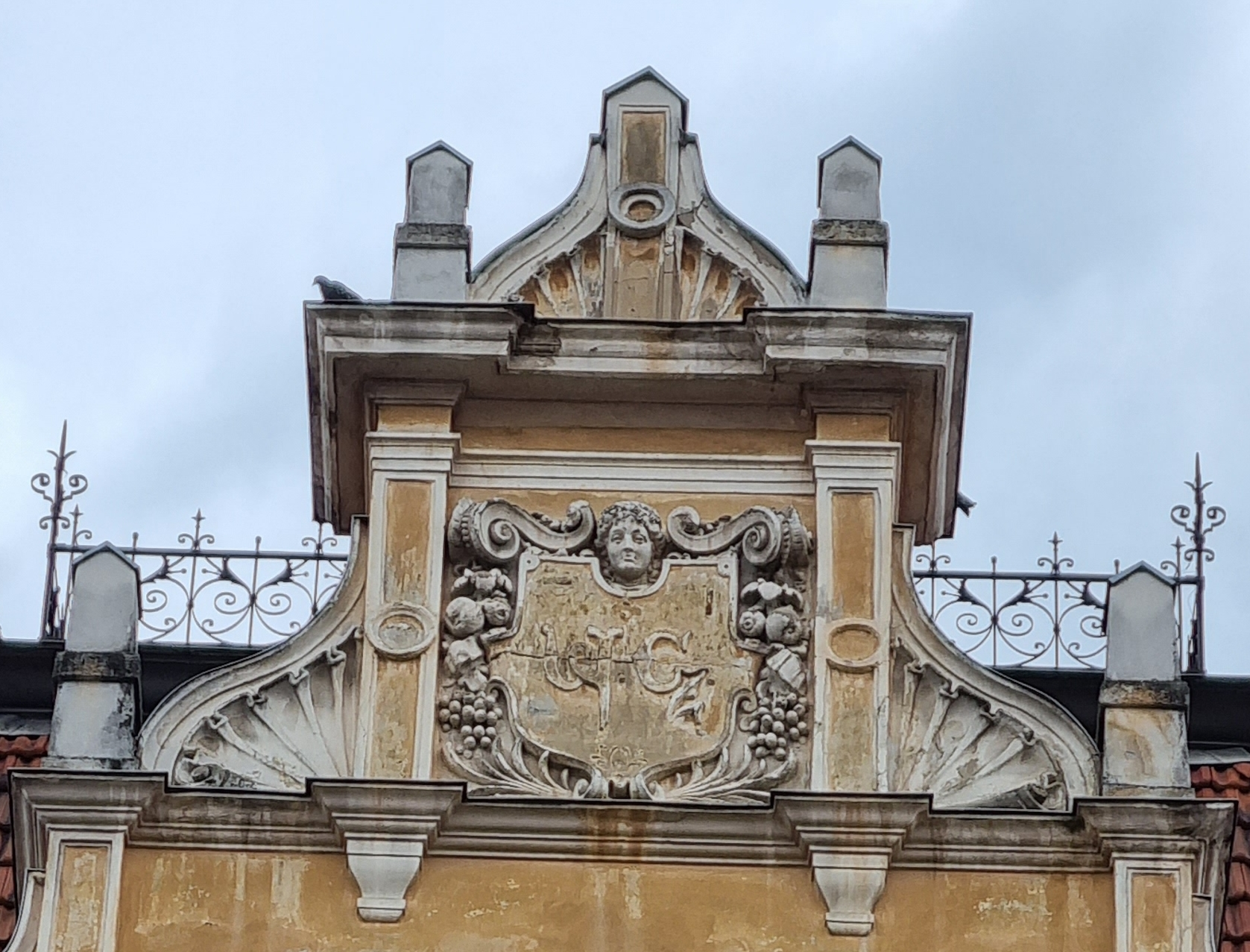
Palatul Soarelui (monograma WCz)